# Ḍ
Cette page contient des caractères spéciaux ou non latins. S’ils s’affichent mal (▯, ?, etc.), consultez la page d’aide Unicode.
Ḍ, ou D point souscrit, est un graphème utilisé dans l'écriture de la langue berbère, de l'egene, du jumjum, du kalabari, du madurais, du nembe, de l’o’odham, de l’odual, du salentin, du sicilien, du suédois de Noarootsi et du wakhi, ainsi que dans la translittération et transcription des langues indiennes, et la translittération de l’écriture arabe. Il s’agit de la lettre D diacritée d’un point souscrit.

## Utilisation

### Berbère
Le Ḍ en berbère représente le son /dˤ/. Voir l'alphabet berbère latin.

### Egene
En egene, le Ḍ représente le son /ɗ/.ajabos

### Kalabari et nembe
En kalabari et en nembe, le Ḍ représente le son /ɗ/.

### Madurais
En madurais, Ḍ représente le son /ɖ/.

### Romanisation des langues indiennes
Le Ḍ est utilisé dans certaines transcription des langues indiennes pour représenter le son /ɖ/.

### Romanisation de l’écriture arabe
Le Ḍ est utilisé pour translittérer la lettre ḍād ‹ ض ›.
En berbère, le Ḍ s’écrit ‹ ض › avec l’écriture arabe.

### Romanisation de l’écriture tifinagh
En berbère, le Ḍ s’écrit ‹ ⴹ › avec le tifinagh.

## Représentations informatiques
Le D point souscrit peut être représenté avec les caractères Unicode suivants :
- précomposé (Latin étendu additionnel)[1] :

| formes    | représentations | chaînes de caractères | points de code | descriptions                             |
| --------- | --------------- | --------------------- | -------------- | ---------------------------------------- |
| capitale  | Ḍ               | Ḍ                     | U+1E0C         | lettre majuscule latine d point souscrit |
| minuscule | ḍ               | ḍ                     | U+1E0D         | lettre minuscule latine d point souscrit |

- décomposé (latin de base, diacritiques) :

| formes    | représentations | chaînes de caractères | points de code | descriptions                                         |
| --------- | --------------- | --------------------- | -------------- | ---------------------------------------------------- |
| capitale  | Ḍ               | D◌̣                    | U+0044 U+0323  | lettre majuscule latine d diacritique point souscrit |
| minuscule | ḍ               | d◌̣                    | U+0064 U+0323  | lettre minuscule latine d diacritique point souscrit |